# Чехи (Малопольське воєводство)
Чехи (пол. Czechy) — село в Польщі, у гміні Сломники Краківського повіту Малопольського воєводства.
Населення — 316 осіб (2011).
У 1975-1998 роках село належало до Краківського воєводства.

## Демографія
Демографічна структура станом на 31 березня 2011 року:
|          | Загалом | Допрацездатний вік | Працездатний вік | Постпрацездатний вік |
| -------- | ------- | ------------------ | ---------------- | -------------------- |
| Чоловіки | 167     | 34                 | 112              | 21                   |
| Жінки    | 149     | 31                 | 85               | 33                   |
| Разом    | 316     | 65                 | 197              | 54                   |